# ヴィルフランシュ＝ダルビジョワ
ヴィルフランシュ＝ダルビジョワ （Villefranche-d'Albigeois、オック語:VilafrancaまたはVilafranca d'Albigés）は、フランス、オクシタニー地域圏、タルヌ県のコミューン。

## 地理
アルビジョワ地方にあり、アルビ都市圏の一部となっている。タルヌ川が流れる。

## 歴史
1269年10月12日、フィリップ・ド・モンフォール（fr）によって建設された古いバスティッドである。このバスティッドは憲章の恩恵を受け、その名にちなむ税の免除と、住民たちは自分たちの商品を自由に売買する権利を与えられた。

## 人口統計
| 1962年 | 1968年 | 1975年 | 1982年 | 1990年 | 1999年 | 2006年 | 2014年 |
| ------ | ------ | ------ | ------ | ------ | ------ | ------ | ------ |
| 812    | 783    | 789    | 850    | 898    | 957    | 1030   | 1238   |

参照元:1962年から1999年までは複数コミューンに住所登録をする者の重複分を除いたもの。それ以降は当該コミューンの人口統計によるもの。1999年までEHESS/Cassini、2006年以降INSEE。